# AMD K6-2
K6-2是一個由AMD製造的x86處理器，也是AMD整个奔腾时期最成功的一个处理器序列。K6-2可以在200至550 MHz的時鐘速度運行。它有64Kb一級緩存（32KB指令集和32KB資料），在2.2伏特的電壓下運行。使用0.25微米製程，擁有930萬個電晶體，以及只能使用於處理器插座是Socket 7或Super Socket 7的主機版。

## K6-2的歷史

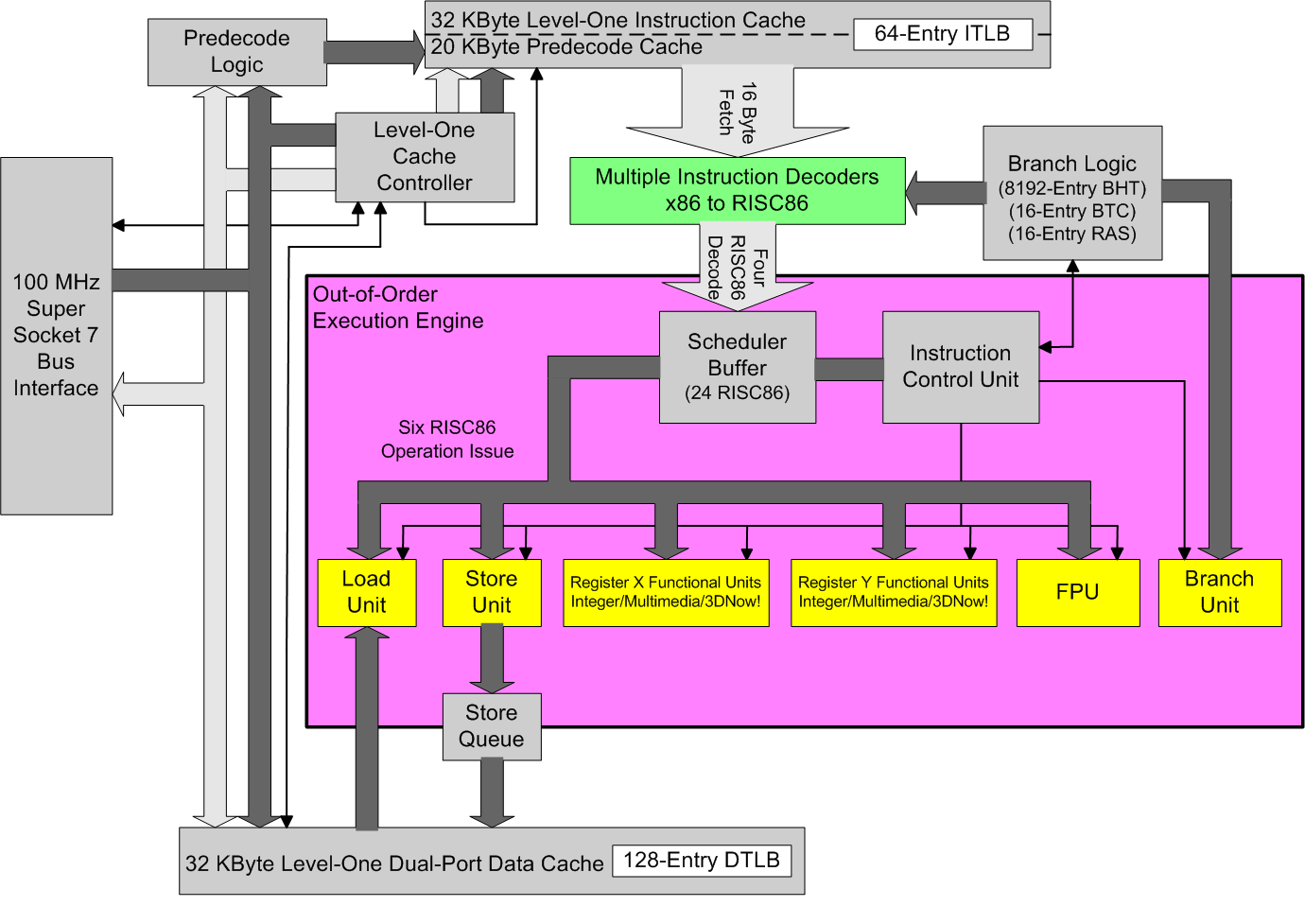
AMD K6-2的內部結構。

K6-2设计目的是作为当时比较老、更重要的是比较贵的Intel Pentium II的竞争对手。这两种CPU的性能很相似：K6-2的前代K6趋向于日常计算应用，而Intel的在浮点任务中无疑更强大。K6-2是一款非常成功的CPU，并为AMD提供了市场基础和财政稳定性，为日后发布Athlon做好准备。

K6-2是第一款引入浮点单指令多数据结构（SIMD）指令集——3DNow!的处理器，这套指令集大大推动了执行3维立体处理能力的进步。3D Now!成功打败了Intel在数月后推出的、相似但更复杂的SSE。

几乎所有的K6-2都是在100MHz 前端总线（FSB）的Super 7平台上开发的，这套平台为CPU性能提高提供了基础。在K6-2初期，K6-2 300MHz版本是卖得最好的。这个版本的热卖，为K6-2在市场上造就了一个极好的名声，并与Intel Celeron 300A在市场上剧烈地竞争。Celeron提供了一个小但快的缓存和卓越的浮点运算单元；K6-2提供更快的RAM访问（得益于Super 7主板）和3D Now!的3D绘图能力的扩充。两者不仅热卖，并且吸引的很多双方的支持者使用对方的系统。（在那时候，最快的Pentium II尽管比最快K6-2和Celeron快一点，但价格却高出不少）

由于市场继续向前进，AMD发布了一系列更快的K6-2，而最畅销的型号从最初的300MHz，一直到了500MHz。到了450和500MHz的K6-2成为市场主流的时候，更新、更快的CPU已经占领了高端市场，但K6-2和它的竞争对手Celeron依然在各自公司的CPU种类预算中。K6-2的100MHz FSB的主板允许K6-2还算温柔地抵挡着不断增长的CPU倍频值，并且在剩余的生命依然令人惊奇地在市场上竞争着。

## K6-2+
鲜为人知的K6-2+是整合了128KiB二级缓存并采用0.18微米工艺的处理器（从本质上来说，这是K6-III的简化版）。K6-2+是明确为低功耗移动型（但它的發熱量很大）CPU，而且推出的时候正是主流台式机快速转型到诸如Athlon之类的新平台。这款CPU在其目标市场销量一般，但尽管AMD没有努力为其作宣传，K6-2+依然出现在传统台式机市场中销售。台式机版本的K6-2+在市场中完全将Athlon和K6-III的锋芒遮盖着（两者都比K6-2+快多了），甚至连较慢、只便宜一点点的原版K6-2也不例外，因为K6-2更知名和更容易找到匹配的主板。K6-2+最高频率为570MHz。

## K6-2的版本

### K6-2 (Chomper, 250 nm)

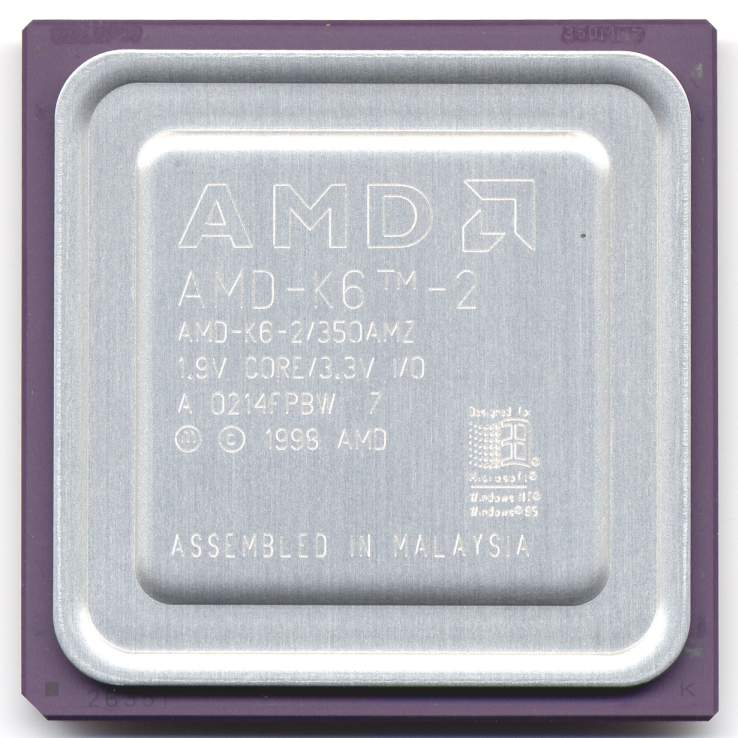
AMD K6-2處理器

- CPUID: Family 5, Model 8，步进 0
- 一級緩存：32 + 32 KiB（数据 + 指令）
- 指令集：MMX，3DNow!
- 插座：Super Socket 7
- 前端总线：66, 100 MHz
- 核心電壓：2.2V
- 首次發表：1998年5月28日
- 时钟频率：233, 266, 300, 333 & 350 MHz

### K6-2 (Chomper Extended (CXT), 250 nm)
- CPUID: Family 5, Model 8，步进 12
- 一级缓存：32 + 32 KiB（数据 + 指令）
- 指令集：MMX，3DNow!
- 插座：Super Socket 7
- 前端总线：66, 95, 97, 100 MHz
- 核心電壓：2.0(mobile)/2.2/2.3/2.4V
- 首次發表：1998年12月16日
- 时钟频率：266 - 550 MHz

### K6-2+ (180 nm)
- 一級緩存：32 + 32 KiB（数据 + 指令）
- 二級緩存：128 KiB，全速
- 指令集：MMX，扩展3DNow!，PowerNow!
- 插座：Super Socket 7
- 前端总线：100 MHz
- 核心電壓：2.0 V
- 首次發表：2000年4月18日
- 时钟频率：450, 475, 500, 533, 550 & 570 MHz